# Strobilanthes pteroclada
Strobilanthes pteroclada är en akantusväxtart som beskrevs av R. Ben.. Strobilanthes pteroclada ingår i släktet Strobilanthes och familjen akantusväxter. Inga underarter finns listade i Catalogue of Life.